# علی اعبید
علی اعبید (انگلیسی: Aly Abeid؛ زادهٔ ۱۱ دسامبر ۱۹۹۷) بازیکن فوتبال اهل موریتانی است.
وی همچنین در تیم ملی فوتبال موریتانی بازی کرده است.